# 中国人民解放军总医院第五医学中心
中国人民解放军总医院第五医学中心，位于北京市丰台区西四环中路100号，隶属于中国人民解放军总医院，三级甲等医院，主治传染病。是全国最大、全军唯一的三级甲等传染病医院。

## 沿革
中国人民解放军总医院第五医学中心的前身是抗日战争时期的延安中央医院。中华人民共和国成立前夕，中共中央直属机关医院（又称朱豪医院）随中央机关从河北省平山县西柏坡迁至北平。1952年12月，和浙江军区直属医院上调北京的部分合并组成中央人民政府人民革命军事委员会直属机关医院。1954年7月2日，正式命名为中国人民解放军第三〇二医院。2003年，中国人民解放军第三〇二医院防疫大队被合并到中国人民解放军军事医学科学院，组建了“中国人民解放军军事医学科学院疾病预防控制所”。2010年，中国人民解放军第三〇二医院新药临床试验中心成立。2010年，该医院党委被表彰为“全军先进党委”。
按照中央军委、总部命令，该医院“担负战时机动卫勤保障、平时防生反恐及突发公共卫生事件的应急处置任务，承担军委、总部及驻京部队数百个单位约四十万官兵的传染病收治和全军疑难重症传染病会诊、转诊工作，是全军传染病医疗、教学、科研、预防、保健和信息中心，是军队传染病保健专科医院和全军传染病防治技术临床培训基地”。同时，该医院还是国家中医药管理局重点中西医结合医院，国家药物临床试验机构，国家紧急救援网络医院，全国妇联全国青少年乙肝诊疗中心，全国肝炎基金会全国乙肝病人教育基地，全军小儿肝病专科中心，美国心脏学会心血管急救技能培训中心。此外，该医院还是军队中医药技能培训基地，是北京大学、北京中医药大学、中国人民解放军第四军医大学等10余所军地高等医学院校的教学实习医院。该医院还加入了中西医结合防治重大传染病军民融合式发展战略联盟。
中国人民解放军第三〇二医院原先隶属中国人民解放军总后勤部。在深化国防和军队改革中，2016年1月中国人民解放军总后勤部撤销，组建中央军事委员会后勤保障部。该医院转隶中央军委后勤保障部。
2016年4月16日，中国人民解放军第三〇二医院与新沂市人民医院协作医院签约暨揭牌仪式举行。
2002年，中国人民解放军第三〇二医院成为北京大学教学医院，承担北京大学本科临床医学、预防医学、护理学3个学科5个层次的教学任务，并建立了传染病学博士、硕士培养点。2017年1月20日，中国人民解放军第三〇二医院与北京大学医学部签署军民融合共建协议，正式成立北京大学三〇二临床医学院。
2018年，原陆军总医院、原海军总医院、原第三〇二医院、原第三〇九医院、军事科学院军事医学研究院原附属医院（原第三〇七医院）、原武警总医院均已由中国人民解放军总医院暂管。现与原军事科学院军事医学研究院原附属医院合并，并更名为中国人民解放军总医院第五医学中心，归属中国人民解放军总医院。

## 机构设置
2018年改革后，中国人民解放军总医院第五医学中心直属下列单位：
- 中国人民解放军总医院第五医学中心南院区（原军事科学院军事医学研究院附属医院/第三〇七医院））

## 历任领导
| 院长 …… - 张凝秀（？—？） - 邬美娟 大校（？—？） - 李建华 大校（？—？） - 吕占秀 大校（？—？） - 周先志 大校（？—？） - 吕吉云 大校（？—2013年） - 姬军生 大校（2013年—） | 政治委员 …… - 张纪孙（？—？） - 马振邦 大校（？—1992年） …… - 倪衡金 大校（？—？） - 张伟平 大校（？—2011年） - 邢振湖 大校（2011年—2014年） - 叶宏志 大校（2014年—） |